# Sphenomeris eberhardtii
Sphenomeris eberhardtii là một loài dương xỉ trong họ Lindsaeaceae. Loài này được Y.X.Lin mô tả khoa học đầu tiên năm 2008.
Danh pháp khoa học của loài này chưa được làm sáng tỏ. 